# Deserto di Murzuch

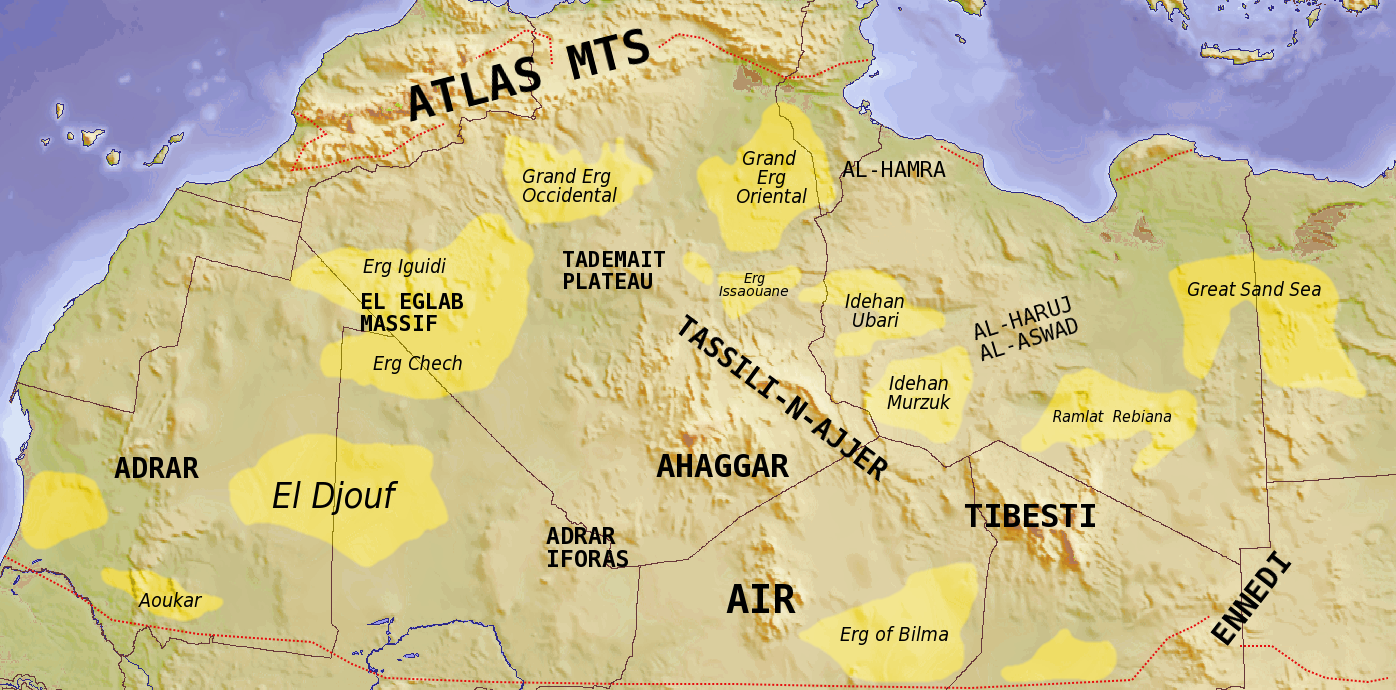
Mappa delle caratteristiche topografiche del Sahara

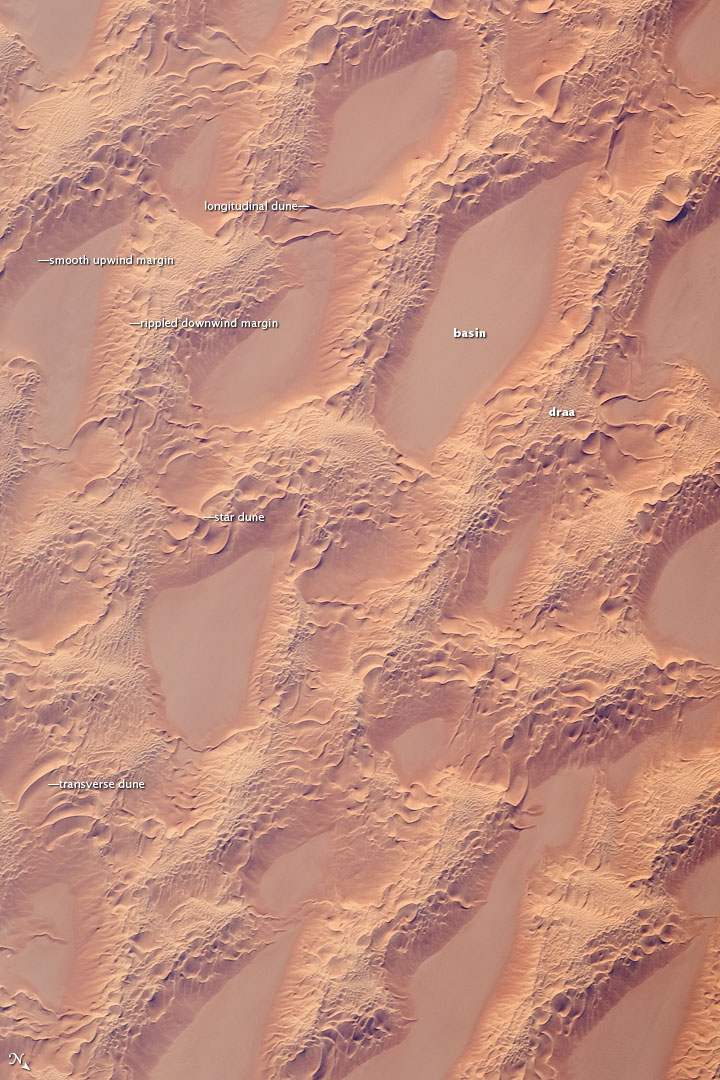
Le dune sabbiose del deserto di Murzuq viste nel 2008 dalla Stazione spaziale internazionale, centrate alle coordinate.

Il deserto di Murzuch ( o deserto di Murzuq, o Idehan Murzuq) è un erg, cioè una vasta area desertica costituita da dune sabbiose, situata nella parte sudoccidentale della Libia e si estende su una superficie di circa 58000 km².
Il deserto prende il nome dalla cittadina di Murzuch, nel Fezzan, la più meridionale delle tre regioni in cui è suddivisa l'odierna Libia.
Come l'Idehan Ubari, situato più a nord, l'idehan Murzuq fa parte del più esteso deserto del Sahara, da cui è separato a sud dalla catena montuosa del Tibesti e dai monti del Tassili n'Ajjer.

## Tipologia delle dune
Le dune sabbiose, chiamate “Draa” (in arabo: bracci), appaiono nelle immagini da satellite come un grande reticolo di masse sabbiose di color giallo-arancio, con interposti dei bacini quasi privi di sabbia e dal fondale liscio. I geologi ritengono che le draa del Marzuq sono state formate dall'azione di venti differenti da quelli attualmente prevalenti, che soffiano in direzione nord-nordest.
Sul retro delle draa si sono sviluppate numerose dune più piccole. Le immagini satellitari mostrano tre tipi diversi di dune:
- dune longitudinali, più o meno parallele ai venti da nord.
- due trasversali, di solito curvate a mezzaluna e disposte ad angolo retto rispetto al vento.
- dune a stella, nelle quali diversi bracci lineari convergono in un singolo picco.

I lati sopravento delle dune appaiono più lisci dei lati sottovento. Poiché il vento muove in continuazione i granelli di sabbia, le draa si muovono in continuo in quanto nuova sabbia viene aggiunta dal lato sopravento e cade giù nel lato sottovento. Le dune più piccole si spostano molto più rapidamente delle grandi masse di sabbia.
Le draa sono quasi stazionarie, ma le dune più piccole attorno a loro si muovono in modo relativamente veloce. Quando le dune più piccole raggiungono il lato sottovento delle draa, vengono completamente cancellate; la loro sabbia si sparge nel bacino sotto forma di granelli singoli.

## Petrolio
Dall'inizio dell'esplorazione petrolifera avvenuto nel 1957, sono stati scoperti undici campi petroliferi nel bacino di Marzuq. Due di questi campi sono classificati come giganti e si stima che l'intera riserva di petrolio nascosta sotto le sabbie del deserto ammonti a 2 miliardi di barili.